# Josef Spiess
Josef Spiess (* 10. August 1933 in Ternitz; † 25. Februar 2012 in Neunkirchen) war ein österreichischer Politiker (ÖVP) und Landwirt. Er war von 1979 bis 1993 Abgeordneter zum Landtag von Niederösterreich.

## Leben
Spiess besuchte nach der Volksschule das Unterrealgymnasium und die landwirtschaftliche Fachschule in Gießhübl (bei Amstetten) Er trat nach seiner Ausbildung in den elterlichen, landwirtschaftlichen Betrieb in Ternitz ein und war in der Folge als Landwirt tätig. Im politischen Bereich engagierte sich Spiess zunächst in der Lokalpolitik, wo er 1970 in den Gemeinderat der Stadt Ternitz gewählt wurde. In der Folge übernahm er im Jahr 1975 das Amt eines Stadtrats, zwischen 1985 und 1989 war er erneut Gemeinderat. Spiess, dem der Berufstitel Ökonomierat verliehen wurde, wirkte ab 1980 auch als Bezirksbauernratsobmann. Zudem vertrat er die ÖVP zwischen dem 19. April 1979 und dem 7. Juni 1993 im Niederösterreichischen Landtag.